# Paul Wilkinson (Politikwissenschaftler)
Paul Wilkinson (* 9. Mai 1937 in Harrow, Middlesex; † 11. August 2011 in Crail) war ein britischer Politikwissenschaftler, Hochschullehrer und Terrorismusexperte.

## Leben und Wirken
Paul Wilkinson studierte Neuere Geschichte und Politikwissenschaft an der Swansea University und erwarb dort den Bachelor- bzw. Magistergrad. Anschließend folgte ab 1959 sein Militärdienst als Offizier in der Royal Air Force. Im Jahre 1966 begann er seine Tätigkeit als Hochschullehrer, zunächst 1966 als wissenschaftlicher Assistent bzw. Dozent an der Universität Cardiff. 1979 übernahm er eine Professur für Internationale Politik an der University of Aberdeen. Von 1989 bis zu Eintritt in den Ruhestand 2007 lehrte er an der University of St Andrews in Schottland.
Als Gastwissenschaftler war Wilkinson 1997/98 am Trinity College, Cambridge.
Wilkinson etablierte sich vor allem als Experte für den internationalen Terrorismus und wirkte auch als Berater der britischen Regierung auf diesem Gebiet. Im Jahre 1990 entkam er einem für ihn bestimmten Bombenangriff der IRA.
Im Jahre 2009 wurde er zum Commander of the Order of the British Empire (CBE) ernannt.

## Veröffentlichungen (Auswahl)
- Social movement. Macmillan, London 1971, ISBN 0-333-12105-8 (dt. Übersetzung: Soziale Bewegungen. Von Rousseau bis Castro. List Verlag, München 1974, ISBN 3-471-61562-8).

- Political terrorism. Macmillan, London 1974, ISBN 0-470-94621-0.
- Terrorism versus liberal democracy. The problems of response (= Conflict studies, H. 67). Institute for the Study of Conflict, London 1976, ISBN 0-903366-41-X.
- Terrorism and the liberal state. Macmillan, London 1977, ISBN 0-333-19123-4 (2. Aufl. 1986, ISBN 0-333-39490-9).
- Terrorism. International dimensions. Answering the challenge (= Conflict studies, H. 133). Institute for the Study of Conflict, London 1979.
- The new fascists. Grant McIntyre, London 1981, ISBN 0-86216-060-X.
- (Hrsg.): British perspectives on terrorism. Allen & Unwin, London 1981.
- (Hrsg.): Contemporary research on terrorism. Aberdeen University Press, Aberdeen 1987, ISBN 0-08-035068-2.
- The fight against terrorism (= Mackenzie paper, H. 14). Mackenzie Inst. for the Study of Terrorism, Revolution and Propaganda, Toronto 1989, ISBN 0-921877-13-7.
- The lessons of Lockerbie (= Conflict studies, H. 226). RISCT, London 1989.
- Terrorist targets and tactics. New risks to world order (= Conflict studies, H. 236). Research Institute for the Study of Conflict and Terrorism, London 1990.
- (Hrsg.): Technology and terrorism. Cass, London 1993, ISBN 0-7146-4552-4.
- (Hrsg.): Terrorism. British perspectives. Dartmouth, Aldershot 1993, ISBN 1-85521-267-6.
- Terrorism in Europe. Retrospect and prospect. In: Werner Kaltefleiter (Hrsg.): Conflicts, options, strategies in an threatened world, 1994. Institute of Political Science, Kiel 1995, S. 113–127.
- The media and terrorism. A reassessment. In: Terrorism and political violence, Bd. 9 (1997), S. 51–64.
- Enhancing global aviation security? In: Terrorism and political violence, Bd. 10 (1998), S. 147–166.
- Terrorism versus democracy. The liberal state response. Cass, London 2001, ISBN 0-7146-5139-7 (2. Aufl. 2006. Routledge, London 2006, ISBN 0-415-38477-X).
- International terrorism. The changing threat and the EU's response (= Chaillot paper, H. 84). Institute for Security Studies, European Union, Paris 2005, ISBN 92-9198-081-1.
- International relations. A very short introduction. Oxford University Press, Oxford 2007, ISBN 978-0-19-280157-9.
- The Transnational Terrorism Threat to Europe. An Interium Assessment. In: Franz Eder/Martin Senn (Hrsg.): Europe and transnational terrorism. Nomos, Baden-Baden 2009, S. 21–34, ISBN 978-3-8329-4138-3.